# Саннхольт, Мария

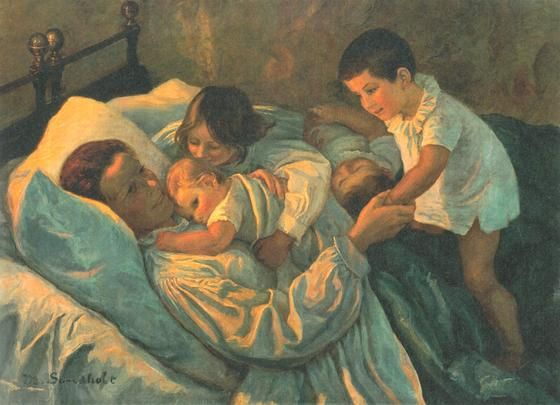
Утреннее счастье (Morgenglæde, 1902)

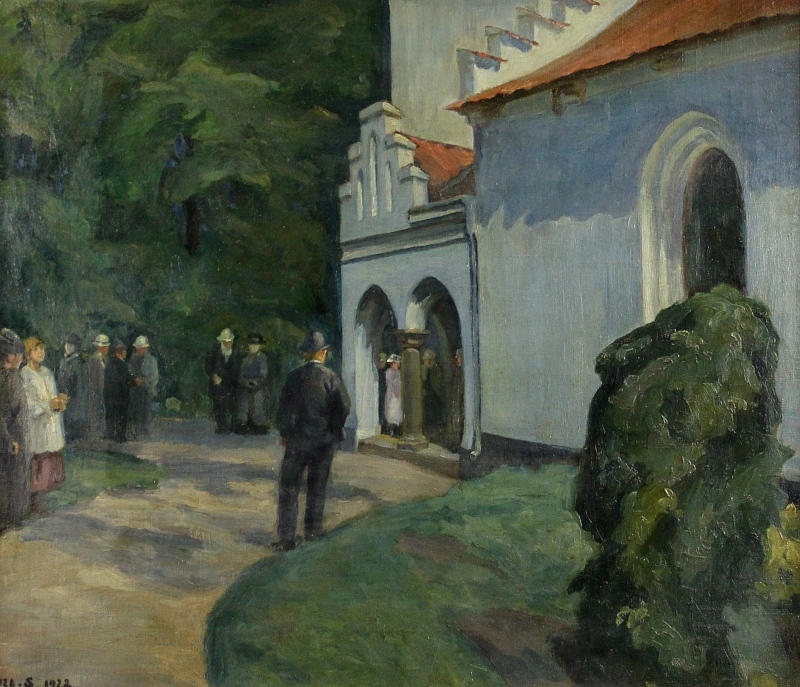
Фигуры на церковном дворе (1922)

Анна Мария Луиза Саннхольт (дат. Anna Marie Louise Sandholt; 1872—1942) — датская художница и керамист, которая практиковала живопись на открытом воздухе в то время, когда это было необычно для женщин. До изучения живописи она активно работала в качестве преподавателя вышивания. В качестве керамиста Саннхольт создавала фарфоровые фигурки для мануфактуры «Bing & Grøndahl». На многих её пейзажах центральное место занимали деревья, к которым у неё сложилось особое отношение после Первой мировой войны.

## Биография
Анна Мария Луиза Саннхольт родилась 22 марта 1872 года в Копенгагене в семье врача Петера Болла Вивета Сандхольта (1827-90) и Луизы Виктории Огор (1848—1920). Воспитываясь в обеспеченной семье, она начала изучать искусство в Школе искусств и ремёсел для женщин (дат. Tegne- og Kunstindustriskolen for Kvinder). С 1892 по 1901 год она занималась в Женской академической художественной школе (дат. Kunstakademiets Kunstskole for Kvinder). Преподавание в этих учебных заведениях для женщин было основано на принципах, мало чем связанных с основными художественными навыками. По словам Мари, она узнала о больше об искусстве от художника Вигго Педерсена (1854—1926), когда жила в его доме в Скамструпе близ Хольбека в 1897—99 годах. Она занималась чтением с детьми и одновременно получала уроки рисования. В результате двухлетнего пребывания в доме художника, образы на её картинах стали более мотивированными, улучшились стиль и композиция.
Влияние Вигго Педерсена наиболее ярко проявилось в картине «Утренняя радость» (1902), изображающей утро любящей матери с детьми. Вслед за ним она прославляет концепцию радости семейной жизни и единения, характерной для того времени и демонстрирует, воплощая идею плодородия и естественной радости, насколько сильным было влияние учителя, связанного с традиционной живописью.
В XIX веке женщины чаще занимались поделками в художественной сфере, чем масляной живописью, и рисование картин на открытом воздухе считалось не подходящим ремеслом для женщин. В то время, когда женщины-художницы были более активны в различного рода художественных поделках, чем в живописи, Саннхольт выделялась как художница, работавшая с маслом и относившаяся к своей работе чрезвычайно серьёзно. Мари никогда не сомневалась в своём предназначении и очень серьёзно искала свой путь в искусстве. Она так же, как и мужчины из числа художников, в любую погоду писала картины на открытом воздухе. Её образование в Школе рисования и художественной промышленности пошло ей на пользу, когда она вернулась в Школу искусств и ремёсел для женщин, на этот раз в качестве преподавателя по вышивке и рисунку в 1905—1906 годах. В этот же период она выполнила несколько художественно-промышленных работ, делала детские статуэтки из фарфора для мануфактуры «Bing & Grøndahl». Совершая международные поездки между 1900 и 1910 годами в Италию и Париж, чтобы увидеть мастерство предшественников и современное искусство, она в течение двух месяцев посещала частную художественную школу итальянского скульптора Филиппо Коларосси, где её преподавателем был норвежский художник К. Крог. В результате пребывания в академии она получила расширенные знания, что, по её мнению, было очень важно для её дальнейшей работы, так как он помог ей развить собственную технику живописи и представление о композиции.

## Творчество
Одна из самых известных её ранних работ — «Утреннее счастье» (дат. Morgenglæde, 1902), изображающая мать с четырьмя детьми в двуспальной кровати. Источником вдохновения послужили картины семейной жизни Йохансена. Саннхольт писала натуралистические сцены на открытом воздухе в свободном, тонком стиле.
В её пейзажах, иногда с фигурами, особое внимание уделялось деревьям и лесам. Пейзажи с обширными видами и фигурами в ландшафте были любимыми мотивами Мари Сандхоль. Большое количество полотен с изображением леса говорит о том, что деревья представляли для неё большой интерес. Отчасти на неё произвели большое впечатление газетные публикации во времена Первой мировой войны, в которых сообщалось о большом количестве погубленных деревьев в лесах Северной Франции, что придавало деревьям совершенно новый смысл. Также её привлекало изменение освещения в лесу и сельской местности, и она чаще всего работала на улице над холстами и акварельными набросками, которые затем становились основой более поздних картин маслом, сделанных в мастерской. Сандхоль также была страстной художницей-портретисткой, и в этом жанре выделяется портрет актёра Йоханнеса Поульсена в роли шута в «Двенадцатой ночи» Шекспира. В нескольких автопортретах виден ход творческого поиска формы, который проявляется в процессе создания картин. Хотя художница была открыта для новых тенденций в искусстве и восхищалась работами такого художника, как Йенс Виллумсен, поскольку он рискнул пойти новым путём, она продолжала отдавать предпочтение натурализму в рамках датской живописной традиции, но в нескольких картинах обновлённое выражение формы сочетается с традиционным содержанием.
Сандхольт принадлежала к художникам группы «Художники Нюминдегаб» (датск. Nymindegabmalerne) и дебютировала в 1895 году на весенней выставке в Шарлоттенборге, продолжая выставляться здесь вплоть до 1943 года. Участвовала в нескольких выставках по всей стране и провела ряд отдельных выставок в Копенгагене. В 1943 году в музее Кунстхалле была организована мемориальная выставка художницы. Она получила несколько грантов и стипендий, в том числе, в течение ряда лет от Академии изящных искусств (с 1898 по 1915 год). В 1939 году она получила стипендию имени Кристиана Сартмана. Сандхольт была прежде всего художницей—натуралисткой и умело использовала современные цветовые композиции в своих работах. Сандхольт путешествовала по всей Европе и часто останавливалась и работала в таких европейских странах, как Франция (1900—1904, 1910), Италия (1900, 1903, 1923), Англия (1911, 1927), Голландия (1910).